# Baklin
Baklin (arab. بعقلين, Bʿaqlīn) – miasto w Libanie, w kadzie Asz-Szuf, 45 km na południowy wschód od Bejrutu. Od XII do XVI wieku było siedzibą emirów z rodu Maan.